# 1908 في أستراليا
فيما يلي قوائم الأحداث التي وقعت خلال عام 1908 في أستراليا.

## سياسة

### تعيين في المنصب
- 13 نوفمبر – أندرو فيشر رئيس الوزراء الأسترالي.

## مواليد

### مارس
- 22 مارس – جاك كراوفورد لاعب كرة مضرب أسترالي.

### مايو
- 16 مايو – هاري ماسي فيزيائي أسترالي.

### أغسطس
- 5 أغسطس – هارولد هولت سياسي أسترالي.
- 27 أغسطس – دونالد برادمان لاعب كركيت أسترالي.

## وفيات

### مايو
- 2 مايو – هنري ألفريد لينيهان (مواليد 1843) عالم فلك أسترالي.